# Дорси, Томми
Томми Дорси (англ. Tommy Dorsey; 19 ноября 1905, Шенандоа — 26 ноября 1956, Гринуич) ― американский джазовый тромбонист, композитор и руководитель биг-бэнда.
Томас Фрэнсис «Томми» Дорси-младший (Thomas Francis «Tommy» Dorsey, Jr.) родился 19 ноября 1905 года в Шенандоа, штат Пенсильвания и был вторым из четырёх детей Томаса Фрэнсиса Дорси-старшего и Терезы (урожденной Лэнгтон) Дорси. Он и его старший брат Джимми позднее станут известными как «Dorsey Brothers». В семье также были младшие дети — Мария и Эдвард (умер молодым).
В возрасте 15 лет Джимми был рекомендован Томми в качестве замены для Раса Моргана в местный ансамбль 1920-х годов «The Scranton Sirens». Позже Томми и Джимми работали в нескольких оркестрах, которыми руководили Таль Генри, Руди Вэлли, Винсент Лопес, Натаниэль Шилкрет. С этими составами Томми Дорси добился определённой популярности в кругах любителей джазовой музыки. Он приобрел также опыт работы в самом знаменитом эстрадном коллективе той поры, оркестре Пола Уайтмена, исполнявшем джазовую, симфоджазовую и танцевальную музыку. Дорси выдвинулся в число ведущих солистов этого ансамбля.
В 1929 году Дорси записал со своим братом кларнетистом и саксофонистом Джимми Дорси свой первый хит «Coquette» (на лейбле Okeh). На этикетке пластинки оба значатся руководителями биг-бэнда. Это был студийный состав, окончательно сформировавшийся к 1934 году как концертный и гастролирующий на регулярной основе свинговый оркестр, один из первых в своем роде. Создать постоянный коллектив помог Гленн Миллер, который стал также первым музыкальным руководителем оркестра. Однако уже на следующий год, в результате разногласий между братьями, коллектив прекратил существование.
Трения и растущая раздражительность, царившие в отношениях Томми и Джимми, подтолкнула младшего брата к уходу из биг-бэнда. Резкий по характеру Томми являлся фактическим лидером оркестра, а Джимми, менее взрывной, был вынужден подчиняться его представлениям о темпо-ритмических и прочих музыкальных вопросах. На одном из выступлений Джимми не вытерпел: «Не слишком ли быстровато ты считаешь этот такт?» — сказал он брату. Ничего не ответив и забрав свой тромбон, Томми удалился со сцены. Братья не разговаривали и не общались 11 лет.
Джимми остался работать с прежним коллективом, а Томми собрал в 1935 г. новый состав, который получил известность сразу же после заключения контракта с RCA Victor. Уже первые из четырёх хитов — «On Treasure Island» и «Every Little Moment» продемонстрировали стремление Дорси к исполнению «горячего» джаза. По национальному радио транслировались выступления биг-бэнда: в 1936 году из Далласа, а затем из Лос-Анджелеса. В 1937 году Томми Дорси и его коллектив пригласили на радиошоу комика Джека Перла.
Большую популярность Дорси принесла запись свинговой версии «Песни Индийского гостя» Н. А. Римского-Корсакова (из оперы «Садко»). В составе оркестра Томми Дорси начали свою карьеру многие музыканты-инструменталисты и вокалисты, впоследствии ставшие известными, например, барабанщик Бадди Рич, перешедший к Дорси в 1939 году от Арти Шоу, после того как Шоу на время отказался от собственного биг-бэнда. Тот факт, что Томми сформировал свой коллектив из остатков оркестра Джо Хеймса и постоянная его готовность предложить работу понравившемуся исполнителю или аранжировщику, дали повод критикам Дорси, обвинять Томми в практике переманивания талантливых джазменов из других ансамблей. На самом деле, если он, перфекционист по натуре, восхищался тем или иным исполнителем, то стремился подписать с этим музыкантом контракт. Кроме того, Дорси был человеком настроения, что сказывалось на процессе приема в оркестр и увольнения из коллектива.
Достигнув большого коммерческого успеха с собственным биг-бэндом, Дорси начал делать бизнес в музыкальной индустрии. Он одолжил Гленну Миллеру деньги, когда тот собирал свой новый оркестр в 1938 году. Томми рассматривал этот кредит как инвестицию и рассчитывал на постоянный процент от доходов Миллера. Миллер долг вернул, но на кабальные условия кредитования не согласился. Рассердившийся Дорси спонсировал новый оркестр во главе с Бобом Честером, который намеренно копировал стиль и саунд биг-бэнда Миллера.
В середине 1940-х годов Томми принадлежали два музыкальных издательства — Sun и Embassy. В пику владельцам нового дансинга The Hollywood Palladium в Лос-Анджелесе, он открыл в 1944 году конкурирующий боллрум The Casino Gardens. Дорси также владел в течение короткого времени журналом под названием The Bandstand (Эстрада).
В 1940 году Томми Дорси нанял начинающего певца Фрэнка Синатру из оркестра Гарри Джеймса. За два года Синатра сделал восемьдесят записей с оркестром Дорси, в том числе «In The Blue of Evening» и «This Love of Mine». Именно тогда он достиг своего первого большого успеха как вокалист и позже утверждал, что узнал, как контролировать дыхание, наблюдая за игрой Дорси на тромбоне. В свою очередь, Дорси говорил, что стиль его тромбона находился под сильным влиянием Джека Тигардена.
В разные годы у Дорси работали талантливые аранжировщики: С. Оливер, А. Стордал, Н. Риддл, П. Уэстон, Б. Финеган. В 1939 году Томми пригласил Сая Оливера, ранее сотрудничавшего с оркестром Джимми Лансфорда. Хитами Сая Оливера в записи оркестра Томми Дорси стали аранжировки джазового стандарта «On The Sunny Side of the Street» и быстрой пьесы «T.D.'s Boogie Woogie». Оливер также сочинил две инструментальные композиции, ставшие визитными карточками коллектива — «Well, git it!» и «Opus one». Аксель Стордал специализировался на балладах и вскоре выступил в качестве дирижёра первой сольной программы Синатры. Тромбонист Нельсон Риддл впоследствии стал аранжировщиком и дирижёром Синатры в 1950-х гг. Билл Финеган, работавший с орестром Гленна Миллера, сотрудничал с Дорси восемь лет после отъезда Миллера в Европу в 1942 году.
К середине 1940-х гг. Томми Дорси завоевал огромный авторитет как бэндлидер и музыкант, он активно работал на радио, по несколько раз в неделю выступая в эфире NBC и других крупных радиостанций. Как приглашённый солист Дорси записывался с джаз-оркестром Дюка Эллингтона и филармоническим оркестром под управлением Леопольда Стоковского. Композитор Натаниэль Шилькрет посвятил Дорси свой «Концерт для тромбона».
Дорси зарекомендовал себя блестящим солистом, особенно покорявшим при исполнении баллад в высоком регистре. Биг-бэнд под его управлением дал целый ряд выдающихся образцов стиля свинг, но пользовался успехом и у широкого круга любителей танцевальной музыки, и у джазовых музыкантов, работавших в других стилях. Так, с ним состоялось одно из первых телевизионных выступлений Элвиса Пресли, а Чарли Паркер был большим поклонником коллектива. В 1947 году о братьях Дорси был снят фильм «The Fabulous Dorseys», а в 1953 году, вновь объединившись, Томми и Джимми Дорси отправились в концертное турне по городам США и записали ряд радио- и телепередач. В 1956 году Томми Дорси скончался в результате несчастного случая, задохнувшись во сне.
Оркестр Тома Дорси существует до сих пор. После его смерти оркестром руководил Джимми Дорси, затем Ли Касл, Урби Грин, Уоррен Ковингтон, Сэм Донахью и Бадди Морроу.